# 플렉스ATX

ATX 메인보드 크기 비교; 후면은 왼쪽에 있다.
FlexATX (9 xx)
마이크로ATX (9.6 xx)
미니 ATX (11.2 xx)
표준 ATX (12 xx)
Extended ATX (EATX) (12 xx)
WTX (14 xx)

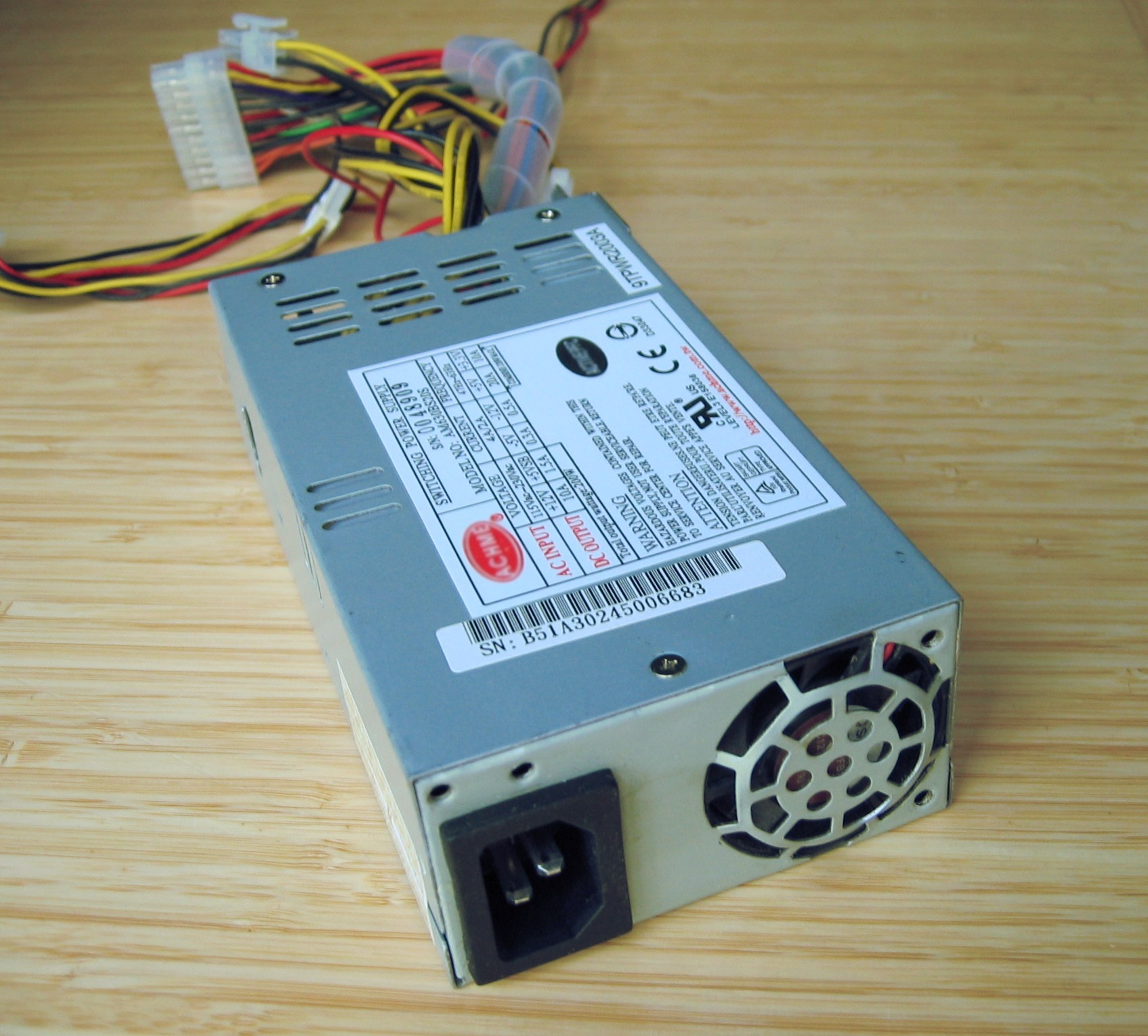
FlexATX PSU

플렉스ATX(FlexATX)는 ATX에서 파생된 메인보드 폼 팩터이다. 이 사양은 1999년에 인텔이 마이크로ATX 사양의 부록으로 발표했다. 플렉스ATX는 마이크로ATX에 필요한 메인보드 장착 구멍의 부분 집합과 ATX 및 마이크로ATX와 동일한 I/O 플레이트 시스템을 사용한다.
플렉스ATX는 메인보드가 9 × 7.5 in (229 × 191 mm)를 넘지 않아야 하며, 3개 이상의 확장 슬롯을 가질 수 없다고 명시하고 있다.
이 용어는 또한 표준 ATX PSU보다 작고 플렉스ATX 또는 미니 ITX 메인보드를 호스팅하는 소형 케이스 또는 1U 랙과 같은 얇은 랙마운트 서버에 사용되는 전원 공급 장치(PSU)의 폼 팩터로도 사용된다.